# Trapani
Trapani (en siciliano Tràpani) es una ciudad italiana del oeste de Sicilia, con una población de 70 531 habitantes (2009). Capital del libre consorcio municipal de Trapani, es famosa por sus salinas y sus molinos de sal, y por los restos arqueológicos fenicios encontrados en el islote de Motia (hoy isla de San Pantaleón), situado frente a dichas salinas.
Su antiguo nombre era Drépano (en latín: Drepanum). Durante siglos los yacimientos de sal y sus industrias han creado un entorno único de gran relevancia cultural y económica. Esta ruta recibe el nombre de Vía del Sale.

## Clima
| Parámetros climáticos promedio de Trapani (normales 2000-2020) | Parámetros climáticos promedio de Trapani (normales 2000-2020) | Parámetros climáticos promedio de Trapani (normales 2000-2020) | Parámetros climáticos promedio de Trapani (normales 2000-2020) | Parámetros climáticos promedio de Trapani (normales 2000-2020) | Parámetros climáticos promedio de Trapani (normales 2000-2020) | Parámetros climáticos promedio de Trapani (normales 2000-2020) | Parámetros climáticos promedio de Trapani (normales 2000-2020) | Parámetros climáticos promedio de Trapani (normales 2000-2020) | Parámetros climáticos promedio de Trapani (normales 2000-2020) | Parámetros climáticos promedio de Trapani (normales 2000-2020) | Parámetros climáticos promedio de Trapani (normales 2000-2020) | Parámetros climáticos promedio de Trapani (normales 2000-2020) | Parámetros climáticos promedio de Trapani (normales 2000-2020) |
| Mes                                                            | Ene.                                                           | Feb.                                                           | Mar.                                                           | Abr.                                                           | May.                                                           | Jun.                                                           | Jul.                                                           | Ago.                                                           | Sep.                                                           | Oct.                                                           | Nov.                                                           | Dic.                                                           | Anual                                                          |
| -------------------------------------------------------------- | -------------------------------------------------------------- | -------------------------------------------------------------- | -------------------------------------------------------------- | -------------------------------------------------------------- | -------------------------------------------------------------- | -------------------------------------------------------------- | -------------------------------------------------------------- | -------------------------------------------------------------- | -------------------------------------------------------------- | -------------------------------------------------------------- | -------------------------------------------------------------- | -------------------------------------------------------------- | -------------------------------------------------------------- |
| Temp. máx. abs. (°C)                                           | 19.6                                                           | 22.8                                                           | 29.0                                                           | 31.8                                                           | 39.4                                                           | 41.4                                                           | 38.8                                                           | 40.0                                                           | 38.0                                                           | 33.3                                                           | 27.0                                                           | 22.6                                                           | 41.4                                                           |
| Temp. máx. media (°C)                                          | 15.0                                                           | 15.3                                                           | 16.6                                                           | 19.0                                                           | 23.1                                                           | 26.7                                                           | 29.7                                                           | 30.1                                                           | 27.7                                                           | 23.7                                                           | 19.4                                                           | 16.2                                                           | 21.9                                                           |
| Temp. media (°C)                                               | 11.6                                                           | 11.7                                                           | 12.6                                                           | 14.6                                                           | 18.2                                                           | 21.7                                                           | 24.6                                                           | 25.2                                                           | 23.1                                                           | 20.0                                                           | 15.7                                                           | 12.8                                                           | 17.7                                                           |
| Temp. mín. media (°C)                                          | 8.1                                                            | 8.0                                                            | 8.6                                                            | 10.2                                                           | 13.2                                                           | 16.6                                                           | 19.4                                                           | 20.2                                                           | 18.4                                                           | 15.4                                                           | 12.0                                                           | 9.3                                                            | 13.3                                                           |
| Temp. mín. abs. (°C)                                           | 0.2                                                            | −0.2                                                           | 1.0                                                            | 3.8                                                            | 6.0                                                            | 11.8                                                           | 14.1                                                           | 15.0                                                           | 12.6                                                           | 8.0                                                            | 4.0                                                            | 0.6                                                            | -0.2                                                           |
| Precipitación total (mm)                                       | 56.3                                                           | 45.8                                                           | 44.9                                                           | 36.9                                                           | 16.8                                                           | 4.7                                                            | 2.4                                                            | 8.7                                                            | 41.6                                                           | 60.8                                                           | 64.7                                                           | 65.0                                                           | 448.6                                                          |
| Días de precipitaciones (≥ 1 mm)                               | 8.7                                                            | 8.1                                                            | 7.1                                                            | 5.6                                                            | 2.5                                                            | 1.0                                                            | 0.4                                                            | 1.1                                                            | 3.4                                                            | 6.6                                                            | 7.2                                                            | 9.8                                                            | 61.5                                                           |
| Horas de sol                                                   | 133.3                                                          | 145.0                                                          | 189.1                                                          | 219.0                                                          | 226.3                                                          | 306.0                                                          | 347.2                                                          | 319.3                                                          | 255.0                                                          | 210.8                                                          | 159.0                                                          | 127.1                                                          | 2637.1                                                         |
| Fuente n.º 1: Servizio Meteorologico                           |                                                                |                                                                |                                                                |                                                                |                                                                |                                                                |                                                                |                                                                |                                                                |                                                                |                                                                |                                                                |                                                                |
| Fuente n.º 2: German Meteorological Service                    |                                                                |                                                                |                                                                |                                                                |                                                                |                                                                |                                                                |                                                                |                                                                |                                                                |                                                                |                                                                |                                                                |

## Historia antigua
Drépano (en latín: Drepanum o Drepana, en griego antiguo: Δρέπανον/Drépanon) fue una ciudad de Sicilia, con un cabo y puerto al noroeste de la isla enfrente de las islas Egadas. 
En la primera guerra púnica es mencionada como puerto de la ciudad vecina  de Erice (Eryx), de la que era dependiente. Ocupada por los cartagineses, el general Amílcar la fortificó (260 a. C.) y fundó la ciudad, trasladando a la nueva ciudad a los habitantes de Erice. Aunque se dice que fue ocupada por el dictador romano Aulo Atilio Calatino en la primera fase de la guerra, no es seguro y fue una ocupación breve. 
Su proximidad a África la convirtió en un puerto importante y fue una plaza fuerte y base naval de los cartagineses. En 250 a. C. Drépano y Lilibea eran las únicas ciudades en poder de Cartago. Cuando los romanos asediaron Lilibea, el general Aderbal se estableció con la flota cartaginesa en Drépano para vigilar las operaciones de los romanos. El cónsul Publio Claudio Pulcro sufrió allí una derrota completa. Aderbal destruyó su flota en 249 a. C. Poco después Amílcar Barca se apoderó de Erice y trasladó al resto de sus habitantes a Drépano, que fue fortificada aún más. La elección fue  acertada, puesto que Drépano fue uno de los dos últimos bastiones cartagineses en Sicilia junto con Lilibea. 
Los romanos la atacaron en varias ocasiones a partir de 254 a. C., y sufrieron una derrota naval aplastante en 249 a. C. en la batalla de Drépano. En el año 242 a. C., fue asediada por el cónsul Cayo Lutacio Cátulo y Hannón el Grande intentó romper el sitio sin éxito, y permaneció en manos cartaginesas hasta el final de la guerra. Cuando más tarde lo intentó Amílcar Barca sufrió la decisiva derrota de las islas Egadas en 241 a. C.
Pasó a Roma y su nombre fue latinizado a Drepanum. Llegó a ser una ciudad comercial de cierta importancia, gracias a sus salinas y su coral, cuya reputación es señalada por Plinio el Viejo, pero su prosperidad se vio oscurecida por la de la vecina Lilibea, que durante la época romana fue la principal ciudad de esta parte de la isla.
Cicerón y Plinio el Viejo la mencionan con el estatus de municipio romano. Los itinerarios y la Tabula Peutingeriana mantienen este rango en el siglo IV. Perteneció a los bizantinos y después a los árabes. 
En 1071 fue ocupada por los normandos y siguió la suerte de Sicilia. En agosto de 1535 Carlos I de España fue a Trapani después de la victoria sobre los piratas y corsarios, llamando a la ciudad "Llave de el Reyno". En sus costas desembarcó Garibaldi con sus tropas de "Camisas Rojas" para comenzar lo que pasaría a la Historia como la unificación italiana de 1860. Sufrió fuertes bombardeos en la Segunda Guerra Mundial.

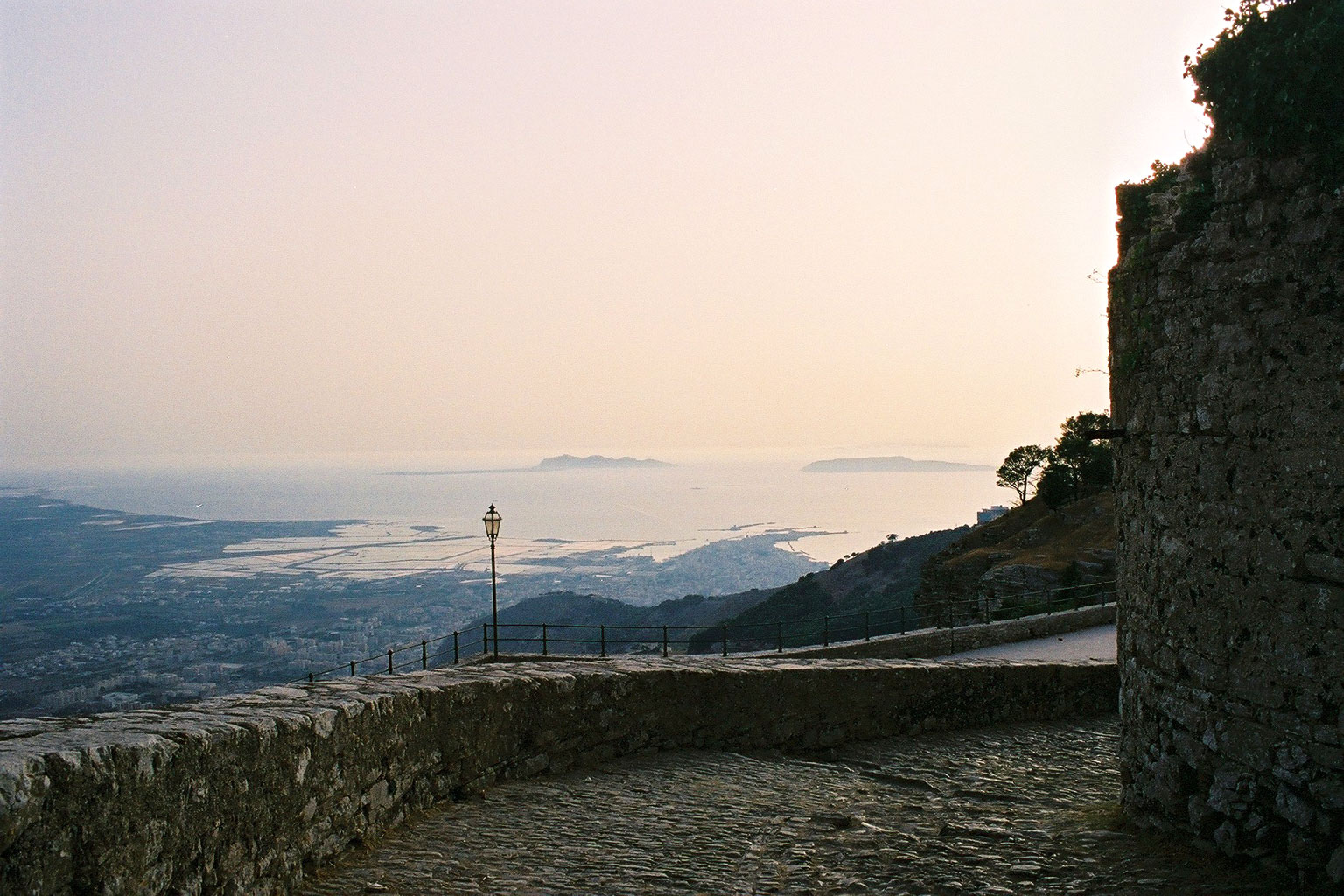
Vista desde el castillo normando de Erice de la ciudad y las salinas
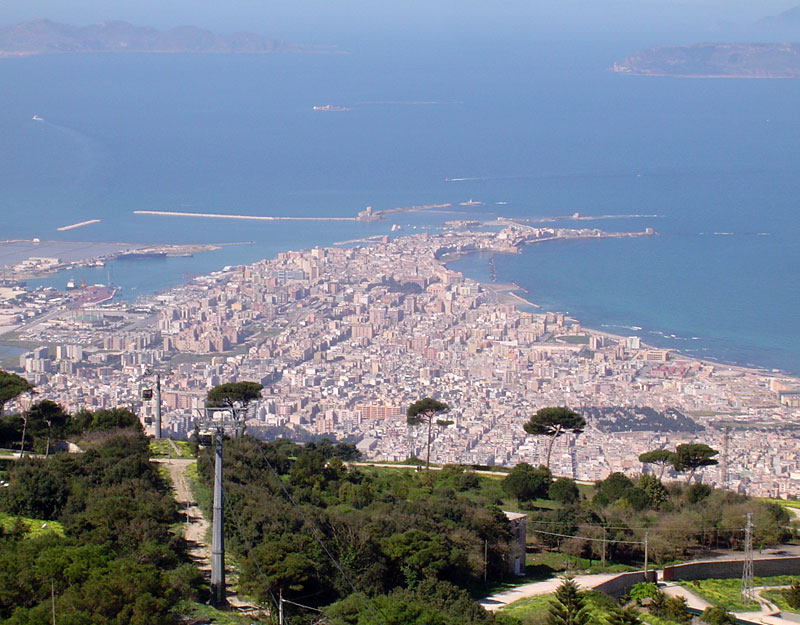
Trapani vista desde el Monte Erice. Las islas de Favignana (izquierda) y Levanzo (derecha) se ven al fondo.
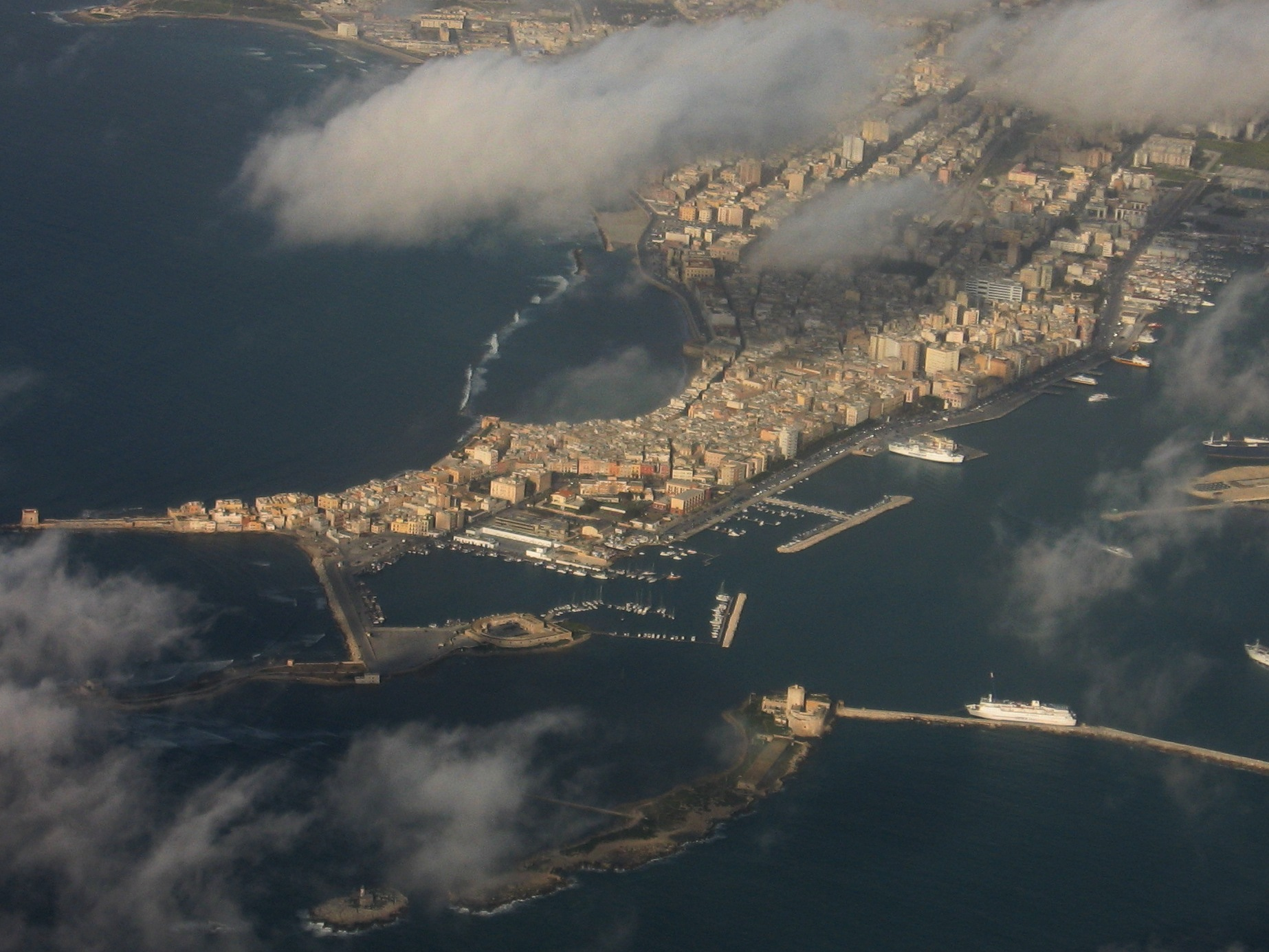
Trapani vista desde arriba
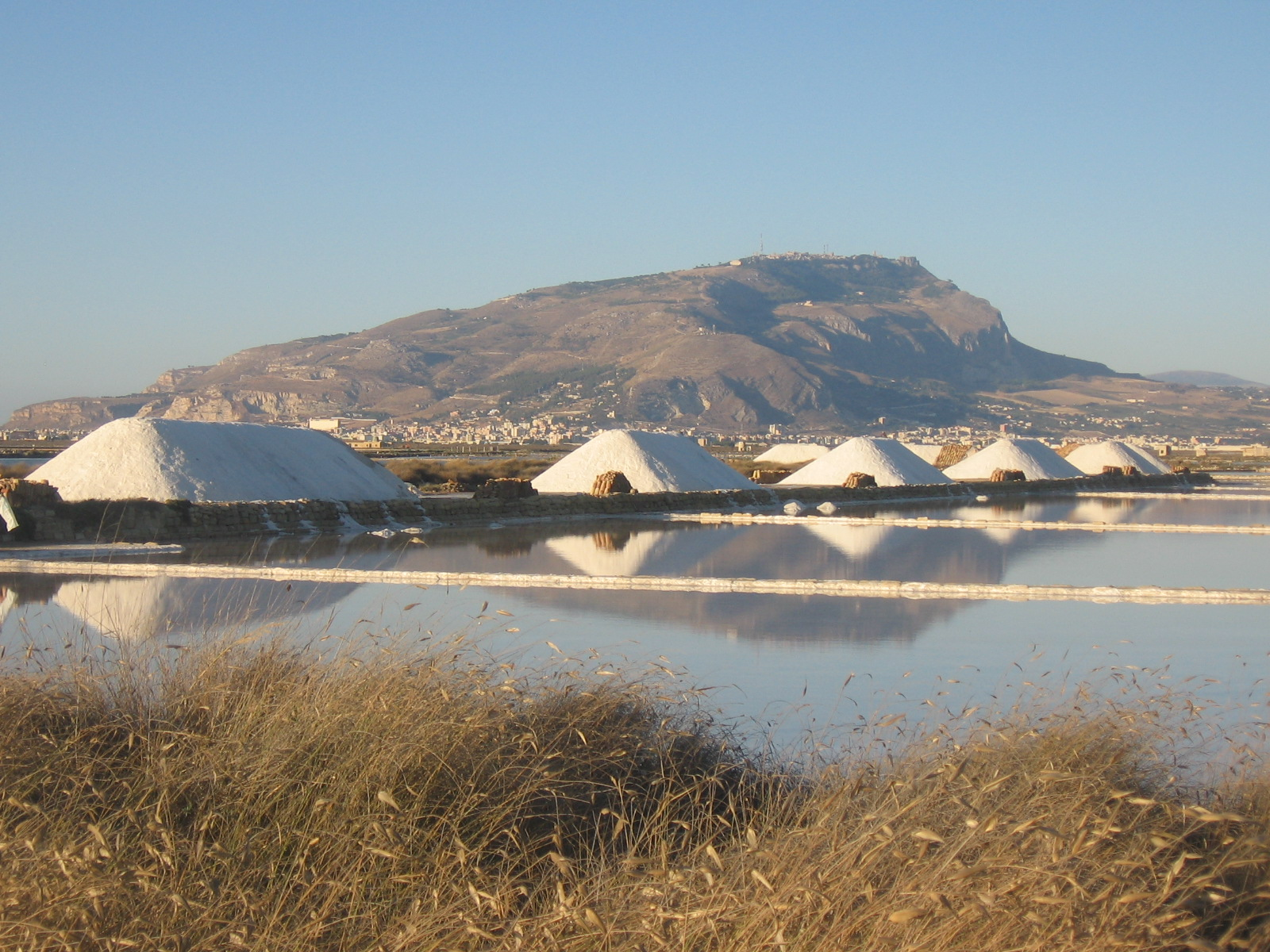
Salinas de Trapani
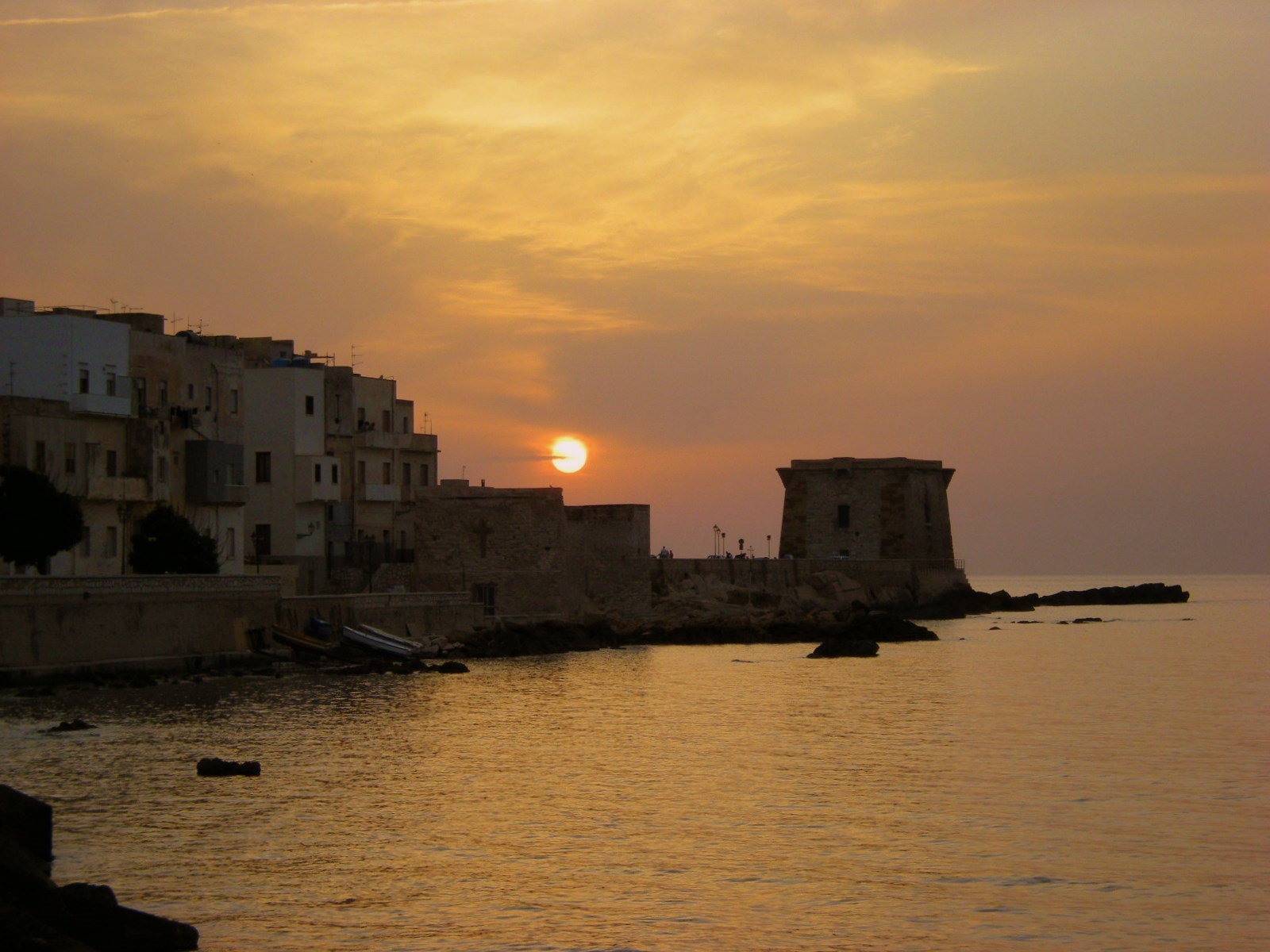
Torre de Ligny al atardecer

## Trapani en la mitología romana
Según lo relatado por Virgilio en la Eneida, fue aquí donde murió Anquises, padre de Eneas, en el curso de la travesía que realizaran desde Troya a Italia con el objetivo de fundar una nueva ciudad.
En la mitología romana, en esta ciudad la diosa Ceres perdió su hoz buscando desesperadamente a su hija Proserpina, raptada previamente por Plutón en el lago Pergusa.

## Tradiciones
Algunas festividades de la ciudad son la procesión de los Misterios del Viernes Santo y la fiesta de San Alberto de Trapani (7 de agosto).

## Demografía
| Gráfica de evolución demográfica de Trapani entre 1861 y 2001 |
|                                                               |
| Fuente ISTAT - elaboración gráfica de Wikipedia               |

## Cocina
- Pesto alla trapanese
- Cuscús alla trapanese

## Deportes
El club de fútbol de la ciudad, Trapani Calcio, compite en la tercera división del fútbol italiano, la Serie C. Su estadio es el Polideportivo Provincial de Trapani.